# Lo schiavo del tempo
Lo schiavo del tempo (titolo originale Servant of the Bones) è un romanzo di Anne Rice, pubblicato originariamente nel 1996.

## Trama
Il racconto, riprendendo vagamente lo stile biografico già sperimentato dall'autrice in Intervista col vampiro, narra la vita dello spirito Azriel, partendo dalla sua esistenza mortale come ricco ebreo nella Babilonia di Ciro il Grande (VI secolo a.C.) per infine concludersi nella caotica New York contemporanea.

## Titolo
Il significato del titolo originale (letteralmente: Servitore delle Ossa) enfatizza lo stato di costrizione del protagonista, da secoli obbligato a servire chiunque sia il padrone dei resti del suo scheletro. Questa condizione rende la figura di Azriel stesso simile a quella di una sorta di Genio.

## Edizioni
- Anne Rice, Lo Schiavo del Tempo, traduzione di Luisa Corbetta, collana TEADUE n°807, TEA, 2000,  p. 342, ISBN 978-88-7818-806-8.